# Emmanuelle 4
Emmanuelle 4 vai muito além... ( ou Emmanuelle 4 ), dirigido por Francis Leroi e Iris Letans, é o quarto filme oficial da franquia Emmanuelle. Sylvia Kristel retorna nesta estranha mistura de sci-fi e romance erótico, atuando como ela mesma, e entregando o papel de Emmanuelle para Mia Nygren .

## Elenco
- Sylvia Kristel .... Sylvia/Emmanuelle
- Mia Nygren .... Emmanuelle IV
- Patrick Bauchau .... Marc
- Deborah Power .... Donna
- Sophie Berger .... Maria
- Sonja Martin .... Susanna
- Marilyn Jess .... Nadine
- Fabrice Luchini ... Oswaldo

## Produção
A versão original em francês do filme foi filmado e lançado em ArriVision 3-D, mas novas cenas foram filmadas para a versão dos EUA em estereovisão 3-D e composta na impressão americana. Emmanuelle 4 foi o primeiro da série com cenas de sexo explícito, visto em versões européias do lançamento no cinema e algumas versões VHS. Lançado em 1984, foi filmado na França e no Brasil, em Inglês, dublado em francês, espanhol, polonês e italiano.  Sua trilha sonora é de Michel Magne.